# USS Atlanta (1884)
Pour les autres navires du même nom, voir USS Atlanta.
Le second USS Atlanta fut le premier croiseur protégé de l'US Navy. Il fut construit sur les chantiers John Roach & Sons (en) en Pennsylvanie (États-Unis) des années 1880.

Il fut parrainé par Jessie Harlan Lincoln, fille de Robert Todd Lincoln (1843-1926) Secrétaire à la Guerre des États-Unis et petite fille du président Abraham Lincoln, le 19 juillet 1886 au chantier naval de New York.

## Histoire

### Première période (1886-1895)
Après  son lancement à New York l'USS Atlanta reste au port jusqu'en juillet 1887 pour subir des aménagements et modifications pour rejoindre l'escadre de l'Atlantique Nord, croisant entre le Golfe du Mexique et les Antilles durant deux ans.

Le 30 septembre 1889, il est réaffecté à l'escadron de l'Évolution avec lequel il voyage vers l'Europe et la Méditerranée. Sur le voyage de retour, il effectue une visite d'amitié à la République du Brésil, avant de retourner à New York à la fin de juillet 1890.

Entre février et avril 1891, il croise de nouveau dans le golfe du Mexique. De mai à octobre 1891, le navire participe à des exercices et des manœuvres, le long de la côte atlantique à Boston et à New York, pour la formation des marins. Entre octobre 1891 et juillet 1892, il navigue successivement le long de la côte Est, dans les Antilles, et dans les eaux sud-américaines.
Le 2 septembre 1892, le croiseur est de nouveau transféré à l'escadron de l'Atlantique Nord. Entre décembre 1892 et février 1893, il est envoyé dans la mer des Caraïbes pour protéger les intérêts américains.

De mars à avril 1893 le navire de guerre participe à la revue navale de Hampton Roads en Virginie puis retourne dans le golfe du Mexique.

Le 18 juillet 1893, l'USS Atlanta est mis hors service à Norfolk, en Virginie. Il reprend le service dès le 2 avril 1894, en stationnement dans l'Atlantique Nord pour les 17 mois suivants.
Au cours de cette affectation, il dépose le 8 mars 1895 une compagnie de débarquement à Boca del Toro, en Colombie, pour protéger des résidents américains et leurs biens menacés par une révolte politique et l'activité des flibustiers. En septembre 1895, il revient au port de New York pour un retrait du service durant 5 ans.

### Deuxième période (1900-1905)
Le 15 septembre 1900, l'USS Atlanta est remis en service à New York, sous le commandement d'E.C. Pendleton. En fin octobre, le navire prend la mer pour rejoindre l'escadre de l'Atlantique sud au large des côtes du Brésil.
En novembre 1902, il est transféré à l'Escadron des Caraïbes. Au cours de ce stationnement il débarque de nouveau des troupes à terre pour protéger les intérêts américains ; d'abord à Saint-Domingue en avril 1903 et ensuite à Portobelo, au Panama.

En 1904 il fait un voyage en  Méditerranée et revient en passant par la côte occidentale de l'Afrique et Le Cap. Il arrive à Hampton Roadsle 26 décembre. En janvier 1905, il part à Annapolis, au Maryland, où il est placé en réserve le 12 janvier. À partir du 8 mai, il participe à la formation des aspirants garde-côtes.

### Troisième période (1905-1912)
En novembre 1905, le navire est basé à Norfolk, où il sert de casernement pour les marins de la flottille de torpilleurs jusqu'en 1909. Puis il rejoint Charleston, en Caroline du Sud, où il reprend son service comme navire-casernes.

Le 23 mars 1912, l'USS Atlanta est  relevé de ses fonctions et, un mois plus tard, le 24 avril 1912, son nom a été rayé de la liste de la marine. Le navire a été vendu à Charleston le 10 juin 1912 à la Frank Rijsdyk's Scheepsslooperij.